# 爱奥尼亚调式
爱奥尼亚调式是一种音乐调式，或者在现代用法中，全音阶也称为大调音阶。
这是葛拉雷努斯 （页面存档备份，存于）在 1547 年为他全新的以C开头的正宗调式（他的编号方案中的调式 11）指定的名称，该调式使用从 C 到比 C 高一个八度的全音阶的 （页面存档备份，存于）八度音阶种类 （页面存档备份，存于），在 G 处划分（作为其主导音，朗吟调 （页面存档备份，存于）/吟誦音/朗唱音或男高音）转换为第四种纯五度（全调-全音-半音-全音）加上第三种纯四度（全调-全音-半音）：C D E F G + G A B C. 这个八度音阶类型是本质上与调性音乐的大调相同。 
理论家将教堂音乐解释为由八种音乐模式组成：“真性音乐” 的“更完美的系统”中的 D、E、F 和 G 音阶，每种音阶都有其正格调式和变格调式的对应物。
葛拉雷努斯的第十二调式是爱奥尼亚调式的 变格 版本，称为变格伊奧尼安 （在爱奥尼亚之下），基于相同的相对音阶，但以大三度为吟诵音，旋律范围从主音以下的纯四度到高于它的纯五度。 
1. ↑  (Powers 2001a)
2. ↑  (Jones 1974)
3. ↑  (Powers 2001b，§II: "Medieval Modal Theory")
4. ↑  (Powers 2001c)